# رضا (تصوف)
رضا کلمه‌ای عربی و نامی پسرانه به معنی خشنود بودن، خرسندی، و تأیید است و در تصوف و تاریخ صدر اسلام کاربرد دارد.
اگرچه در قرآن کلمهٔ رضا استفاده نشده‌است ولی کلمات هم‌ریشه مانند رضوان که به معنی خشنودی خدا از اعمال انسان است، به کار رفته‌است. در آثار حسن بصری، رضا حالتی روحی است که انسان از تقدیر خدا راضی است و بلعکس خدا نیز از اعمال انسان راضی.
این کلمه اهمیت خاصی در به قدرت رسیدن عباسیان داشت: تبلیغات ضد امویان برای به قدرت رسیدن فردی تحت عنوان «الرضا من آل محمد» انجام می‌گرفت که به معنی «فردی از خاندان محمد که مورد قبول همه است» بود. این اصطلاح مبهم باعث شد که هم خاندان علی و هم خاندان عباس ادعا کنند که الرضا از آنان است.
پس از آن، به تدریج کلمهٔ رضا به شیعه منسوب شد و مثلاً لقب امام هشتم شیعیان گشت.